# Fukagawa
Fukagawa (jap. 深川市, Fukagawa-shi) – miasto w Japonii, w prefekturze Hokkaido, w podprefekturze Sorachi. Miasto ma powierzchnię 529,42 km². W 2020 r. mieszkało w nim 20 039 osób, w 9 161 gospodarstwach domowych  (w 2010 r. 23 709 osób, w 10 075 gospodarstwach domowych) .
1 maja 1963 po przyłączeniu do Fukagawa-chō obszarów miasta Ichiyan i wsi Osamunai oraz Otoe, przemianowano na Fukagawa-shi